# Alejandro Maldonado Aguirre
Alejandro Baltazar Maldonado Aguirre (Cidade da Guatemala, 6 de janeiro de 1936) é um político e advogado guatemalteco. Foi presidente de seu país entre 2015 e 2016. Assumiu a presidência após a renúncia do titular do cargo, Otto Pérez Molina, envolvido em um escândalo de corrupção.